# ラドスワフ・マイェツキ
ラドスワフ・マイェツキ（ポーランド語: Radosław Majecki、1999年11月16日 - ）は、ポーランド・オストロヴィエツ・シフィエントクシスキ出身のサッカー選手。スタッド・ブレスト29所属。ポジションはGK。

## クラブ経歴
2016年にレギア・ワルシャワでプロデビューし、2017-18シーズンのスタル・ミエレツへのレンタル移籍を経て2020年1月29日、リーグ・アンのASモナコに加入した。2021年5月19日には、パリ・サンジェルマンFCとのクープ・ドゥ・フランス決勝で先発フル出場したが、0-2で敗れ、タイトル獲得とはならなかった。
2022年7月20日、2022-23シーズンはサークル・ブルッヘにレンタル移籍することが決定した。

## 代表経歴
ポーランドの各世代別代表を経験し、2021年10月9日、サンマリノ代表との2022 FIFAワールドカップ予選にてA代表初出場を果たした。